# Mornand-en-Forez
Mornand-en-Forez – miejscowość i gmina we Francji, w regionie Owernia-Rodan-Alpy, w departamencie Loara.
Według danych na rok 1990 gminę zamieszkiwało 300 osób, a gęstość zaludnienia wynosiła 14 osób/km² (wśród 2880 gmin regionu Rodan-Alpy Mornand-en-Forez plasuje się na 1329. miejscu pod względem liczby ludności, natomiast pod względem powierzchni na miejscu 444.).